# Vincent Visser
 (février 2019).
Si vous disposez d'ouvrages ou d'articles de référence ou si vous connaissez des sites web de qualité traitant du thème abordé ici, merci de compléter l'article en donnant les références utiles à sa vérifiabilité et en les liant à la section « Notes et références ».
Vincent Visser, né le 9 février 2001 à Haarlem,, est un acteur et vidéaste néerlandais.

## Carrière
Autre que son métier d'acteur, il exerce également le métier de vidéaste sur la plateforme YouTube.

## Filmographie

### Cinéma et téléfilms
- 2011 : Patatje Oorlog (nl) : Dennis
- 2012 : Dokter Tinus : Bas van Deurse
- 2017 : 100% Coco (nl) : Ferry
- 2017 : Sinterklaas & het gouden hoefijzer : Finn
- 2017-2019 : Brugklas (nl) : Jesse
- 2019 : Brugklas: de tijd van m'n leven (nl) : Jesse
- 2019 : Verborgen verhalen (nl) : Stan